# Nordzucker
Nordzucker AG, baseret i Braunschweig, Tyskland er Europas næststørste sukkerproducent. 
Nordzucker AG blev skabt i 1997 ved fusionen af Braunschweiger Zuckerverbund Nord AG og Zucker-Aktiengesellschaft Uelzen-Braunschweig. I 2003 blev Union-Zucker AG Südhannover en del af koncernen. 
I 2009 erhvervede Nordzucker Daniscos sukkerdivision med sukkerfabrikker i Danmark, Sverige, Finland og Litauen for 730 millioner €.
I regnskabsåret 2008/09 producerede Nordzucker AG 1,68 mio tons sukker af sukkerroer og omsatte for 1.192 millioner €. 
Nordzucker AG ejer i dag sukkerfabrikker i følgende byer: 
| - Tyskland: - Clauer - Kleinwanzleben - Nordstemmen - Schladen - Uelzen | - Danmark: - Nakskov, Nakskov Sukkerfabrik - Nykøbing Falster, Nykøbing Falster Sukkerfabrik - Sverige: - Örtofta ved Eslöv / Lund - Arlöv | - Finland: - Säkylä - Porkala - Polen: - Opalenica - Chełmża | - Slovakiet: - Trenčianska Teplá - Litauen: - Kedainiai |